# Playmobil
Playmobil es una línea de juguetes de plástico fabricados por el grupo Brandstäter (Geobra Brandstätter GmbH & Co KG) con sede en Zirndorf (Alemania). 
La base de estos juguetes es un muñeco de 7,5 cm de alto. Sus partes móviles son la cabeza, los brazos y las piernas (y en algunos pocos casos, solo una) y dependiendo de su antigüedad también las muñecas, en muñecos más antiguos del año 2014. Estas figuras disponen de multitud de accesorios, vehículos, edificios, plantas y animales en su misma escala que permiten crear una gran cantidad de escenarios y situaciones en las que el niño toma el control dando movimiento y voz.

## Historia

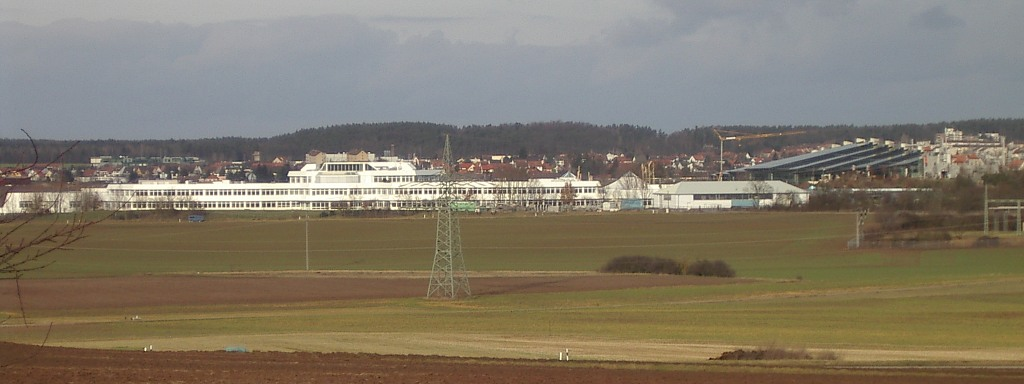
Fábrica de Playmobil en Zirndorf.

En 1876, Andreas Brandstäter fundó la empresa en Fürth (Baviera) para producir artículos ornamentales y seguros. En 1921, la compañía fabricaba principalmente productos metálicos como teléfonos y cajas registradoras. En 1954, cambió su producción hacia el plástico, desarrollando, entre otras cosas algunos juguetes de plástico como coches o el famoso hula hoop.
En 1973, en plena crisis del petróleo, la empresa decide que debe reducir el tamaño de sus productos. Hans Beck, jefe de desarrollo de Geobra tuvo la idea de realizar vehículos de plástico más pequeños que los que fabricaba la empresa con unas pequeñas figuras. El ingeniero acabó centrándose más en las propias figuras y sus accesorios. Hans Beck es reconocido unánimemente como el padre de Playmobil.
El diseño de los muñecos de Playmobil se hizo observando los dibujos que hacen los niños: cabeza y ojos grandes, sonrisa, sin detalles como nariz u orejas... en definitiva, una figura humana pero muy simple. Las figuras tienen además el tamaño ideal para que el niño las pueda guardar en el bolsillo. Se obtiene así una figura siempre sonriente que el niño puede manipular fácilmente y convertir mediante accesorios en un individuo de cualquier época o profesión. El límite sólo está en la imaginación del jugador. A diferencia de otros juguetes con forma humana, los Playmobil se mantienen en pie con facilidad lo que permite una mayor flexibilidad para jugar. Además sus manos con forma de U toman con mucha facilidad los accesorios (armas, herramientas, instrumentos médicos e incluso juguetes), la cabeza tiene además una marca especial para intercambiar sombreros, vinchas (cintas para sujetar el pelo), y cascos.
Los Playmobil incluyen figuras de adultos, ancianos, niños y bebés. También hay todo tipo de animales, incluyendo un modelo de Arca de Noé. Durante mucho tiempo la marca distintiva de las figuras femeninas adultas fue la minifalda; más tarde se incorporó la falda larga y una de las últimas modificaciones fue agregar senos a las figuras femeninas.
Existe una línea especial para menores de tres años, denominada Playmobil 1.2.3., cuyas figuras y objetos poseen características similares a la serie original, pero aún más simplificadas. De esa forma se evita piezas pequeñas, peligrosas para los menores.
En 1974, se presenta por primera vez Playmobil en el salón de Núremberg con gran éxito.
Durante las décadas de los años 1970 y 1980 hubo empresas a las que Playmobil cedió su licencia para fabricar y comercializar sus productos en ciertos países, entre otros:
- Argentina: Antex.
- Australia: Kenbrite.
- Brasil: TROL en las décadas de 1970 y 1980 y Estrela en la década de 1990.
- España y Portugal: Famosa, bajo la marca Famobil.
- Estados Unidos: Schaper y Mattel.
- Grecia: Lyra.
- Japón: YONEZAWA, NIHON y EPOCH.
- México: Mattel y Aurimat.
- Perú: Playmobil: La Película (Intek Toy Store); Playmobil (Zeppelin Store). Anteriormente el juguete era comercializado por Basa.
- Reino Unido: Marx Toys, bajo la marca PlayPeople.

## Temáticas y series
Cuenta dentro de su catálogo con diferentes series y temáticas entre las que se encuentran las clásicas de: (Piratas, Caballeros, Western, Medieval, Profesiones, Hadas, Navidad, Historia, Victoriano, Deportes entre otros).  
- Serie 1.2.3 (una serie con menos piezas y menos partes móviles, destinada a niños más pequeños). A comienzos de los noventa, casi veinte años después de la creación de sus primeras figuras, Playmobil creó una línea especialmente cuidada para niños entre 18 meses y 5 años. Los muñecos de Playmobil 1.2.3. son realmente parecidos a los tradicionales, aunque algo más simplificados y sobre todo mucho más seguros para los más pequeños, ya que no son desmontables. A partir del año y medio, los niños podrán divertirse con estos juguetes y todos sus complementos pensados ya que no contienen objetos punzantes ni piezas pequeñas.
- Serie Dúo pack
- Serie sobres sorpresa (del 1 al 21)
- Serie Playmo Friends
- Serie XXL
- Serie Collectoys
- Serie Funko x Playmobil
- Serie Peluches
- Series especiales franquicia (Ayuma, Novelmore, Dino Rise, Duck On Call, The movie, Super 4, EverdreamerZ, Pro.)
- Series licencias de películas y series de televisión (Back to the Future, Los cazafantasmas, Como entrenar a tu dragón de DreamWorks, Heidi, Star Trek, Astérix el Galo, Spirit, El equipo A, Scooby-Doo, 007, El coche fantástico)
- Series licencias de marcas automovilísticas (Volkswagen, Porsche, Mercedes, Mini Cooper)[4]
- Series Promocionales (estas series son obsequios que regalaban las empresas por algún evento, o por realizar alguna compra de sus productos, e incluso mediante sorteo, siendo estos pack exclusivos, entre ellos se encuentran los de "Yoplait, Milka, Telepizza, Blue competence, calderas Vaillant, Telefresco, Principe de Beukelaer, banco aleman Sparkasse, restaurantes Karstadt, jugueterías grupo VEDES, Starbucks entre otras").[5]

## Playmobil: figuras autorizadas y no autorizadas
En 1978, Schenk, una firma húngara, empezó a reproducir de forma pirata figuras Playmobil. No contaba con autorización ni licencia alguna de Geobra Brandstätter.
Schenk producía copias exactas del juguete original, aunque algunos conjuntos fueron modificados para crear otros nuevos, normalmente militares, sacados de la historia húngara. Así, Schenk produjo el Húsar (Huszár), del periodo de la guerra húngara de Independencia y las series de húsares húngaros (Magyar huszár sorozat). Otros conjuntos incluían el soldado austríaco (Osztrák), el soldado turco (Török), Guillermo Tell (Tell Vilmos), y las series Hunyadi (Hunyadi sorozat). Las figuras Schenk, al igual que las primeras figuras Playmobil, no tienen manos móviles. Pero a diferencia de los caballos Playmobil, los caballos Schenk tienen cabezas fijas. Las figuras Schenk llevan colores diferentes de sus colegas Playmobil y fueron fabricados con plástico de inferior calidad también.
Después de la caída del comunismo, los tribunales decidieron en 1995 prohibir la fabricación y distribución de las figuras Schenk. Permitieron al propietario de Schenk, Károly Schenk, vender las restantes figuras de juguete sólo en Hungría hasta marzo de 1996. Sin embargo, todavía es posible encontrar disponibles estas reproducciones piratas fabricadas por Schenk en tiendas de juguetes de Hungría.
En 2006 y 2007, se fabrican en China reproducciones de conjuntos que son vendidas en Europa. Estos conjuntos no están comercializados como Playmobil, aunque son casi idénticos en cuanto a apariencia (no en calidad). Estos incluyen un camión con pala elevadora frontal (caja), una carretilla elevadora (caja) y algunos sets de caballeros (blíster).

## Parques de atracciones Playmobil
La empresa dispone de parques temáticos (fun parks) donde se puede disfrutar de juegos inspirados en Playmobil y con dichos juguetes. Existen en Grecia, Malta, Estados Unidos, Francia y Alemania.

## Videojuegos
Se han publicado varios videojuegos inspirados en diferentes mundos de Playmobil desarrollados por Playmobil Interactive:
- Laura y el secreto del diamante - Para Game Boy Color y PC. Una aventura mágica en una pequeña ciudad inspirada por la mansión victoriana de Playmobil.
- Alex construye su granja - Para PC. Aventura infantil en la granja de Playmobil.
- Hype - The Time Quest - Para Game Boy Color, PlayStation 2 y PC. Un juego de aventuras a través del tiempo en un mundo medieval de Playmobil.
- Playmobil: Piratas al abordaje: Para NDS. Videojuego infantil con aventuras protagonizadas por los clicks a bordo de un barco pirata: batallas, duelos, rescates. La misión es rescatar a la princesa sirena de las garras del bucanero más temido de los mares, el corsario Barbarroja. Distribuido por Planeta DeAgostini Interactive en España.
- Emergencias Laura y Álex al rescate - Para PC y Macintosh. Aventura gráfica infantil en la que dos niños Playmobil (Laura y Álex) realizan misiones colaborando con los bomberos. Distribuido en España por Micronet.
- La Caza del Tesoro - Para PC y Macintosh. Aventura gráfica infantil en la que dos niños Playmobil tienen que conseguir un tesoro pirata. Distribuido en España por Micronet.
- ¡Precaución obras! - Para PC y Macintosh. Aventura gráfica infantil protagonizada por dos niños Playmobil que tienen por misión ayudar en una obra. Distribuido en España por Micronet.
- La Fortaleza del Dragón - Para PC y Macintosh. Aventura gráfica infantil en la que un joven escudero debe convertirse en caballero y ganar un torneo medieval. Distribuido en España por Micronet.
- Playmobil: Caballeros, la espada mágica del Rey: Para NDS. Videojuego infantil con aventuras protagonizadas por un joven héroe Playmobil que tiene que liberar al reino de la oscuridad y el malvado hechicero Flimflam.
- Circus: ¡Todos a la pista!: Para Wii. Primer juego sobre la serie circo de Playmobil. Hasta 8 participantes en decenas de divertidos juegos con los que confeccionar los números circenses más espectaculares.
- Playmobil Top Agents: Para NDS. Juego inspirado en la serie de agentes secretos de Playmobil. Una banda de malhechores amenaza con conquistar el mundo usando las "Cápsulas del Caos" y el "Equipo Espía" trata de evitarlo. Como único agente capaz de derrotarlos, el jugador debe enfrentarse a la banda para impredir sus terribles ambiciones.
- Playmobil Cazafantasmas: Un videojuego para android y IOS basado en la mítica saga de los 80 que tanto hizo disfrutar a esa generación, elige un personaje y caza los fantasmas que hay en tu base de operaciones para posteriormente encerrarlos.

## Asociacionismo
La popularidad de las figuras de Playmobil ha llevado a la creación de diversas asociaciones de aficionados y coleccionistas en los países donde han sido comercializadas, que organizan exposiciones, ferias y otros eventos relacionados con la marca; en España existen dos, Aesclick y Somosclicks. La primera de ellas coorganizó en 2010 la exposición celebrada en Barbastro (Huesca) que logró el récord mundial de figuras exhibidas, con 68 808.

## Etiquetado y legislación
Playmobil recibió críticas por el incumplimiento de la normativa sobre consumo en Cataluña ya que el etiquetado no estaba en lengua catalana como estipulaba la ley. 25.000 consumidores catalanes se movilizaron para pedir no ser discriminados y que la empresa se adecuara a la normativa de la misma forma como lo hacía con el resto de la normativa europea sobre obligaciones lingüísticas del etiquetado.

## Distribución
Los nuevos sets de Playmobil se lanzan durante un período de dos años, donde los países que no requieren exportación los obtienen primero durante un año, para posteriormente distribuirlos a los mercados de exportación un año después. Esto se hace para que Playmobil solo tenga que hacer un molde por cada nueva pieza, ya que es un proceso costoso, y así poder fabricar el stock inicial del nuevo conjunto. Este primer stock es lo que inicialmente se vende en los estantes de las tiendas; Después Playmobil fabrica cantidades más pequeñas para satisfacer la demanda necesaria para ser exportados. Para producir suficientes sets y lanzarlos al mundo entero al mismo tiempo, Playmobil necesitaría tener dos moldes de cada pieza, aumentando así los costes de fabricación. 
Países que no requieren exportación:
- Alemania
- Austria
- Suiza
- Bélgica
- Países Bajos
- Luxemburgo
- Dinamarca
- Suecia
- Noruega

Mercados de exportación:
- El resto de países no incluidos en la lista anterior.